# ABU TV Song Festival 2024
Het ABU TV Song Festival 2024 was de dertiende editie van het ABU TV Song Festival. Het ABU TV Song Festival is een non-competitief festival dat afgeleid is van het Eurovisiesongfestival. Bij deze versie mogen alleen de landen uit Azië en Oceanië deelnemen.
De dertiende editie vond op 20 oktober 2024 plaats in het Istanboel Congrescentrum in Istanboel in Turkije. Het was al de tweede keer dat Turkije het ABU TV Song Festival organiseerde, na 2015.
Er namen 11 landen deel aan het festival. Evenveel dan het voorgaande jaar. Indonesië en Oezbekistan namen opnieuw deel na respectievelijk één en drie jaar afwezigheid. Sri Lanka en Vietnam daarentegen deden niet meer mee aan de dertiende editie van het festival. Vietnam had tot hiertoe aan alle voorgaande edities deelgenomen. Hierdoor bleven Japan en Zuid-Korea de enige landen die aan iedere editie van het festival hadden deelgenomen.

## Deelnemende landen
| Volgorde | Land         | Taal        | Artiest               | Lied                      |
| -------- | ------------ | ----------- | --------------------- | ------------------------- |
| 1        | China        | Mandarijn   | Shan Yichun           | Time whispers             |
| 2        | Hongkong     | Kantonees   | Germano Guilherme     | Hǎidǐ zhēn                |
| 3        | India        | Hindi       | Hemant Brijwasi       | Sanware                   |
| 4        | Indonesië    | Indonesisch | Silet Open Up         | Kaka main salah           |
| 5        | Japan        | Japans      | Yoko Takahashi        | Zankoku na tenshi no tēze |
| 6        | Zuid-Korea   | Koreaans    | Lee Mu-jin            | Episodeu                  |
| 7        | Maleisië     | Maleis      | Khai Bahar            | Bayang                    |
| 8        | Macau        | Kantonees   | Elisa Chan            | Desire 404                |
| 9        | Turkmenistan | Turkmeens   | Shatlyk Gurbannazarow | Our Arkadag               |
| 10       | Turkije      | Turks       | Sinan Akçıl           | Fark atıyor               |
| 11       | Oezbekistan  | Oezbeeks    | BEK                   | Uzbek national potpourri  |

2012 · 2013 · 2014 · 2015 · 2016 · 2017 · 2018 · 2019 · 2020 · 2021 · 2022 · 2023 · 2024 · 2025

Zie ook: ABU Radio Song Festival